# رود جاپورا
رود جاپورا رودی با طول ۲٬۸۲۰ کیلومتر است که در حوضه آمازون قرار دارد و به رود آمازون می‌ریزد. این رود از کشورهای برزیل و کلمبیا می‌گذرد.